# How Can You Expect to Be Taken Seriously?
How Can You Expect to Be Taken Seriously? è una canzone dei Pet Shop Boys, pubblicata come doppio singolo (assieme a Where the Streets Have No Name (I Can't Take My Eyes Off You) l'11 marzo 1991. Il brano è estratto come terzo singolo dal loro album Behaviour del 1990, a differenza di Where the Streets Have No Name (I Can't Take My Eyes Off You) che all'epoca non era incluso in alcun album del duo, e la sua posizione in classifica è da riferirsi alla posizione del doppio lato A (ovvero di entrambe le canzoni).

## Descrizione
Ci sono da fare altre precisazioni riguardo all'uscita del doppio lato A:
- How Can You Expect to Be Taken Seriously? fu pubblicata come singolo separato negli Stati Uniti e in Francia;
- Where the Streets Have No Name (I Can't Take My Eyes Off You) fu pubblicata come singolo separato negli Stati Uniti e in Francia.

Pertanto, eccetto in queste due nazioni dove in classifica compaiono come due singoli separati, in tutto il mondo la posizione in classifica di How Can You Expect to Be Taken Seriously? e Where the Streets Have No Name (I Can't Take My Eyes Off You) è la stessa.
La versione del brano inclusa nell'album presenta sonorità synth pop assieme ad lieve seppur decisivo tocco di chitarra elettrica; la versione lanciata come singolo presenta una struttura musicale del tutto diversa, fortemente elettronica e con ritmicità quasi hip hop. Il videoclip della canzone propone la versione singola.
Il brano rappresenta anche una pietra miliare per i collezionisti, in quanto la filiale americana della EMI commissionò il DJ David Morales di creare 5 remix che furono pubblicati in edizione limitata per club e discoteche. Morales avrebbe poi lavorato con i Pet Shop Boys per la produzione del singolo del 1999 New York City Boy.
Neil Tennant, dopo la pubblicazione di How Can You Expect to Be Taken Seriously?, dichiarò che il brano "fu ispirato da una popstar femminile del 1989, più precisamente dalla cantante Wendy James".

## Tracce

### 7": EMI / 204291-7 (Francia)
1. "How Can You Expect to Be Taken Seriously?" (perfect attitude mix) - 4:10
2. "Where the Streets Have No Name (I Can't Take My Eyes Off You)" (7-inch edit) - 4:33

### MC: EMI USA / 4JM-50343 (Stati Uniti)
1. "How Can You Expect to Be Taken Seriously?" (LP version) - 3:54
2. "What Have I Done to Deserve This?" - 4:17

### 12": EMI USA / V-56204 (Stati Uniti)
1. "How Can You Expect to Be Taken Seriously?" (12-inch mix) - 6:03
2. "How Can You Expect to Be Taken Seriously?" (perfect attitude mix) - 4:10
3. "How Can You Expect to Be Taken Seriously?" (classical reprise) - 3:05
4. "Being Boring" (12" mix) - 9:03
5. "We All Feel Better in the Dark" - 3:59

### 12": EMI USA / SPRO-4727 (Stati Uniti) –David Morales Mixes
1. "How Can You Expect to Be Taken Seriously?" (momo mix) - 6:48
2. "How Can You Expect to Be Taken Seriously?" (ragga zone mix) - 6:24
3. "How Can You Expect to Be Taken Seriously?" (def mix) - 3:57
4. "How Can You Expect to Be Taken Seriously?" (eclipse mix) - 3:38
5. "How Can You Expect to Be Taken Seriously?" (new 7" mix) - 4:10

### 12": Parlophone / 204254-6 (Francia)
1. "How Can You Expect to Be Taken Seriously?" (extended mix) - 6:03
2. "Where the Streets Have No Name (I Can't Take My Eyes Off You)" (extended mix) - 6:44
3. "Bet She's Not Your Girlfriend" - 4:26

### CD: EMI USA / E2-56205 (Stati Uniti)
1. "How Can You Expect to Be Taken Seriously?" (LP version) - 3:54
2. "How Can You Expect to Be Taken Seriously?" (perfect attitude mix) - 4:10
3. "How Can You Expect to Be Taken Seriously?" (classical reprise) - 3:05
4. "It's Alright" (7" mix) - 4:18
5. "We All Feel Better in the Dark" - 3:59
6. "Being Boring" (12" mix) - 9:03

### CD: EMI USA / DPRO-4698 (Stati Uniti)
1. "How Can You Expect to Be Taken Seriously?" (LP version) - 3:54
2. "How Can You Expect to Be Taken Seriously?" (perfect attitude mix) - 4:10
3. "How Can You Expect to Be Taken Seriously?" (extended mix) - 6:03
4. "How Can You Expect to Be Taken Seriously?" (classical reprise) - 3:06
5. "How Can You Expect to Be Taken Seriously?" (perfect mood mix) - 4:10

### CD: Parlophone / 204254-2 (Francia)
1. "How Can You Expect to Be Taken Seriously?" (extended mix) - 6:03
2. "Where the Streets Have No Name (I Can't Take My Eyes Off You)" (7" full length mix) - 5:45
3. "Bet She's Not Your Girlfriend" - 4:26
4. "How Can You Expect to Be Taken Seriously?" (classical reprise) - 3:06

## Classifiche
| Classifica (1991)                 | Posizione massima |
| --------------------------------- | ----------------- |
| Francia                           | 40                |
| Stati Uniti                       | 93                |
| Stati Uniti (hot dance club play) | 19                |